# Battaglia di Cizico (73 a.C.)
La battaglia di Cizico fu uno scontro tra l'esercito della Repubblica romana, comandato da Lucio Licinio Lucullo, e quello di Mitridate VI del Ponto, combattuto nel 74-73 a.C. nei pressi della città di Cizico, assediata da un anno dalle forze pontiche. Lucullo liberò la città e distrusse l'esercito nemico. La battaglia fu un episodio della terza guerra mitridatica. Mitridate re del Ponto, a cui interessava il possesso di Cizico poiché la sua posizione era fondamentale per la Propontide, occupò il monte che la dominava e blocco la città per mare e per terra.

## Contesto storico
La vittoria ottenuta da Mitridate su Lucio Licinio Murena durante la seconda guerra mitridatica rafforzò il convincimento nel re asiatico che i Romani non fossero invincibili, e la sua speranza di creare un grande regno asiatico che potesse contrastare la crescente egemonia romana nel bacino del Mediterraneo. Da qui il re prese le mosse per una nuova politica espansionistica in chiave anti-romana.
Attorno all'80 a.C. il re del Ponto decise, così, di tornare a sottomettere tutte le popolazioni libere che gravitavano attorno al Ponto Eusino. Nominato quindi quale generale di questa nuova impresa suo figlio Macare, si spinse alla conquista di quelle colonie greche che si diceva discendessero dagli Achei, di ritorno dalla guerra di Troia, al di là della Colchide. La campagna però si rivelò disastrosa, poiché furono perduti due contingenti armati, una parte in battaglia e per la severità del clima, un'altra in seguito ad un'imboscata. Quando fece ritorno nel Ponto, inviò ambasciatori a Roma per firmare una nuova pace.
Contemporaneamente il re Ariobarzane I, mandò nuovi ambasciatori per lamentarsi che la maggior parte dei territori della Cappadocia, non gli erano stati completamente consegnati da Mitridate, come promesso al termine della seconda fase della guerra. Poco dopo (nel 78 a.C.) inviò una nuova ambasceria per firmare gli accordi, ma poiché Silla era appena morto e il Senato era impegnato in altre faccenda, i pretori non ammisero i suoi ambasciatori e non se ne fece nulla. Mitridate, che era venuto a conoscenza della morte del dittatore romano, persuase il genero, Tigrane II d'Armenia, ad invadere la Cappadocia come se fosse una sua azione indipendente. Ma questo artificio non riuscì ad ingannare i Romani. Il re armeno invase il paese e trascinò via con sé dalla regione, oltre ad un grosso bottino, anche 300 000 persone, che poi portò nel suo paese, stabilendole, insieme ad altre, nella nuova capitale, chiamata Tigranocerta (città di Tigrane), dove aveva assunto il diadema di re d'Armenia.
E mentre queste cose avvenivano in Asia, Sertorio, il governatore della Spagna, che incitava la provincia e tutte le vicine popolazioni a ribellarsi ai Romani del governo degli optimates, istituì un nuovo Senato ad imitazione di quella di Roma. Due dei suoi membri, un certo Lucio Magio e Lucio Fannio, proposero a Mitridate di allearsi con Sertorio, con la prospettiva comune che una guerra combattuta su due fronti opposti (ad Occidente, Sertorio ed a Oriente, Mitridate) avrebbe portato ad ampliare i loro domini sui paesi confinanti, in Asia come in Spagna.
Mitridate, allettato da tale proposta, inviò suoi ambasciatori a Sertorio, per valutare quali possibilità vi fossero per porre sotto assedio il potere romano, da Oriente ed Occidente. Fu così stabilita tra le parti un patto di alleanza, nel quale Sertorio si impegnava a concedere al re del Ponto tutti i territori romani d'Asia, oltre al regno di Bitinia, la Paflagonia, la Galatia ed il regno di Cappadocia, ed inviava anche un suo abile generale, un certo Marco Vario (o Mario), oltre a due altri consiglieri, Magio e Fannio Lucio, per assisterlo militarmente e diplomaticamente.

### Casus belli
All'inizio della primavera del 74 a.C., Mitridate si affrettò a marciare contro la Paflagonia con i suoi due generali, Tassile ed Ermocrate, disponendo poi di invadere anche la Bitinia, divenuta da poco provincia romana, in seguito alla morte del suo re, Nicomede IV, che aveva lasciato il suo regno in eredità ai Romani. L'allora governatore provinciale, Marco Aurelio Cotta, uomo del tutto imbelle, non poté far altro che fuggire a Calcedonia con quante forze aveva a disposizione. Mitridate, giunto anch'egli nei pressi di Calcedonia, attaccò prima l'avamposto del prefetto della flotta, Nudus, costringendo quest'ultimo a ritirarsi fin sotto le porte della città, poi una volta ottenuto questo primo successo "di terra", trasferì la sua flotta fino al vicino porto della città, lo stesso giorno e ottenne una nuova vittoria navale. Sembra che sia Nudo sia Cotta fecero alcuna resistenza, rimanendosene chiusi tra le mura cittadine. In questo primo scontro i Romani persero circa 3 000 soldati, tra cui Lucio Manlio, un uomo di rango senatorio. Mitridate al contrario perse solo 20 tra i suoi Bastarni, che erano stati i primi ad entrare nel porto.
Questa volta Roma non si fece trovare impreparata. Fu scelto come generale, per questa nuova fase della guerra contro il re del Ponto, il console Lucio Licinio Lucullo, il quale portò con sé da Roma una legione, a cui si aggregarono le due di Flavio Fimbria, oltre ad altre due presenti nella regione, raggiungendo il numero complessivo di circa 30 000 fanti e 1 600 cavalieri. Giunto in Asia, raggiunse Mitridate, che si era accampato nei pressi di Cizico.

## Assedio e battaglia

### 74 a.C.
Lucio Licinio Lucullo, giunto in prossimità del nemico, appreso dai disertori che l'esercito del re contava ben 300 000 uomini (tra armati ed addetti alle salmerie, ecc.) e che tutti i suoi rifornimenti giungevano sia via terra, sia via mare, decise di porre il suo castrum vicino a quello di Mitridate, ma su una collina facilmente difendibile, dove avrebbe potuto ottenere sia gli approvvigionamenti sia "tagliare" quelli del nemico. Vi era però una difficoltà: per occupare questa altura doveva far passare i suoi legionari da un passaggio stretto, che le truppe di Mitridate tenevano sotto controllo con un forte contingente di presidio, dietro indicazioni del generale Tassile. Ma la fortuna volle che, quel Lucio Magio (chiamato Mario da Plutarco), che aveva fatto in modo di stringere un'alleanza tra Sertorio e Mitridate, ora che Sertorio era morto, decise di intavolare trattative segrete con Lucullo e, dopo essersi garantito il perdono da parte del proconsole romano, riuscì a persuadere Mitridate di lasciar passare i Romani e di accamparsi dove volevano, sostenendo:
(Appiano, Guerre mitridatiche, 72.)
Fu così che Mitridate acconsentì a questo consiglio, senza avere sospetti di quello che stava in realtà accadendo. Permise, quindi, ai Romani di passare attraverso lo stretto passaggio, indisturbati, e di fortificare la grande collina. Quando Lucullo prese possesso di ciò, fu in grado di far pervenire all'armata romana i necessari approvvigionamenti senza difficoltà. Mitridate, al contrario, fu invece "tagliato fuori" a causa di un vicino lago (l'Aphnitis), delle montagne e dei fiumi (come l'Asesepus), avendo ora difficoltà ad approvvigionarsi. Si rendeva ora conto che sarebbe stato difficile battere Lucullo, ora che quest'ultimo era in vantaggio per le asperità del terreno a lui favorevoli. Inoltre, l'inverno si avvicinava e presto si sarebbero interrotti gli approvvigionamenti via mare. Frattanto Lucullo ricordava ai suoi amici e collaboratori che si stava avverando quanto aveva previsto, che "avrebbe battuto il nemico, senza combattere".
Anche se Mitridate era forse ancora in tempo a sfondare le linee romane grazie alla forza di un numero di armati assai superiore, evitò di farlo, pensando invece di concentrarsi il più possibile nell'assedio della città di Cizico, disponendo in modo adeguato tutti i suoi apparati e macchinari vari sotto le mura nemiche, pensando di trovare così la soluzione al fatto che si trovava ormai in una cattiva posizione per mancanza di adeguati approvvigionamenti. E poiché disponeva di moltissimi soldati, li spinse all'assedio in ogni modo possibile. Per prima cosa bloccò il porto di mare con un doppio muro-marino, poi tracciò una linea di circonvallazione intorno al resto della città. Alzò rampe, costruì macchine, torri, arieti e testuggini. Costruì poi una macchina d'assedio alta ben 50 metri, sulla quale innalzò a sua volta una torre, da cui venivano scaricate attraverso alcune catapulte, pietre e proiettili di ogni tipo. Su due quinqueremi unite tra loro, veniva infine montata un'altra torre per l'assedio del porto, da cui veniva calato un ponte levatoio mobile attraverso un dispositivo meccanico, una volta vicina alle mura.
Quando tutto ciò risultò pronto, Mitridate inviò inizialmente contro la città, a bordo di alcune navi, 3 000 abitanti di Cizico che aveva fatto prigionieri. Questi alzarono le mani verso le mura cittadine in segno di supplica, pregando i loro concittadini affinché fosse loro risparmiata la vita, trovandosi in una posizione assai pericolosa, ma Pisistrato, il generale dei Ciziceni, urlò loro che, poiché si trovavano nelle mani del nemico, dovevano farsi coraggio ed affrontare il loro triste destino.

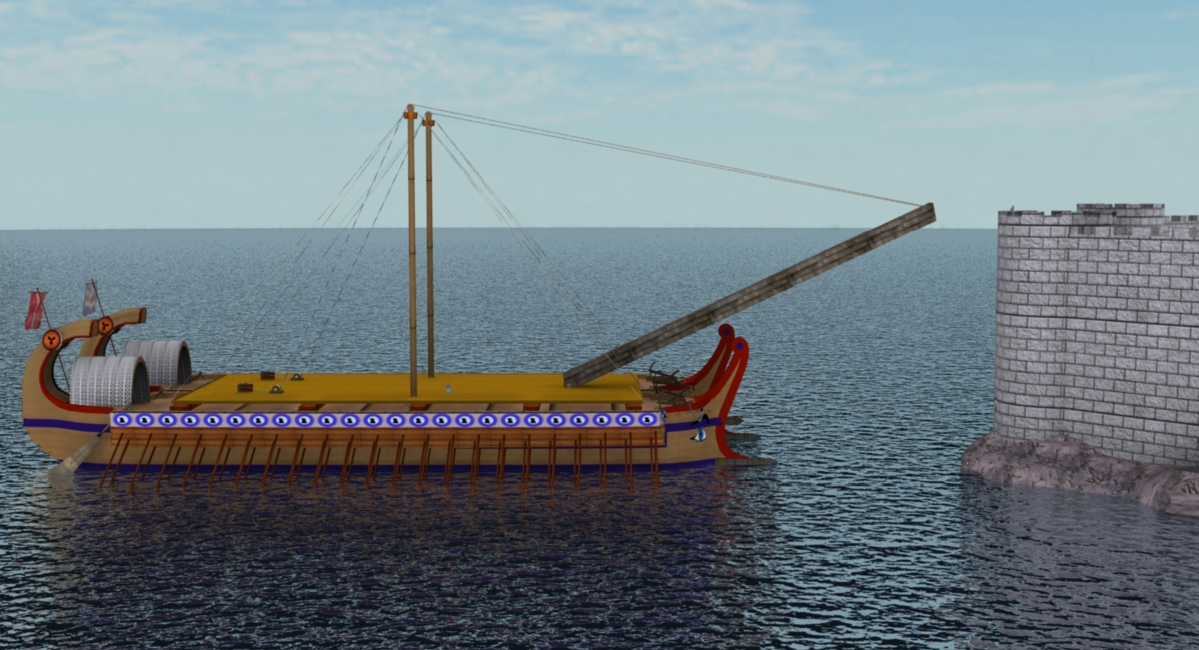
Ricostruzione della macchina d'assedio utilizzata dalle truppe di Mitridate durante l'assedio a Cizico: la sambuca.

Quando questo tentativo fallì, Mitridate fece avanzare la macchina d'assedio montata sulle due navi affiancate, facendo calare con grande rapidità il ponte levatoio sulle mura della vicina città, mentre quattro suoi soldati lo attraversarono di corsa. I Ciziceni rimasero, in un primo momento, a bocca aperta per la novità del dispositivo, ma in seguito si fecero coraggio e riuscirono a respingere il primo assalto dei quattro soldati giù dalle mura. Poco dopo disposero di versare pece infuocata sulle due navi lì sotto, costringendo il nemico ad allontanarsi. In questo modo i Ciziceni riuscirono a battere gli invasori dal mare.
Per tre volte in quello stesso giorno, tutte le macchine d'assedio di terra furono ammassate in un assalto continuo contro le mura della città, dove ruppero alcuni tratti di mura con gli arieti, sebbene gli abitanti cercassero di deviarne i lanci anche attutendo i colpi con ceste di lana. Furono poi spenti i dardi incendiari lanciati dalle truppe mitridatiche con acqua e aceto, in altri casi si cercò di attutire la forza distruttiva delle pietre lanciate dalle macchine d'assedio, frapponendo tra loro indumenti sospesi o panni di lino davanti alle abitazioni cittadine. E sebbene gli assalti non sembrava cessassero quel giorno, gli abitanti di Cizico non smisero di faticare anche nella ricostruzione di una parte del muro, che era stata indebolita da un incendio, tanto che la notte fu utilizzata per innalzarne un altro intorno alla parte crollata. Vi è da aggiungere che un vento tremendo diede una mano ai Ciziceni, distruggendo buona parte delle armi d'assedio del re.
Allora i generali di Mitridate gli consigliarono di navigare lontano dalla città di Cizico, poiché era sacro, ma il re si rifiutò di ritirarsi. Decise, invece, di salire verso il vicino monte Dindymus, che sovrastava la città, e costruito un terrapieno da esso verso le mura della città, cominciò a costruirvi delle torri e una serie di gallerie per minare le mura cittadine. Dispose, inoltre, di privarsi di tutti i cavalli che aveva a disposizione, poiché non li riteneva utili in questo assedio, per la mancanza di cibo e del terreno che rovinava loro gli zoccoli, e li mandò in Bitinia, cercando di aggirare però lo schieramento romano. Lucullo se ne accorse, scese su di loro proprio quando stavano attraversando il fiume Rhyndacus, così che nella battaglia del fiume Rindaco ne uccise un gran numero, riuscendo a catturare 15 000 uomini, 6 000 cavalli ed una grande quantità di bagagli.

### 73 a.C.

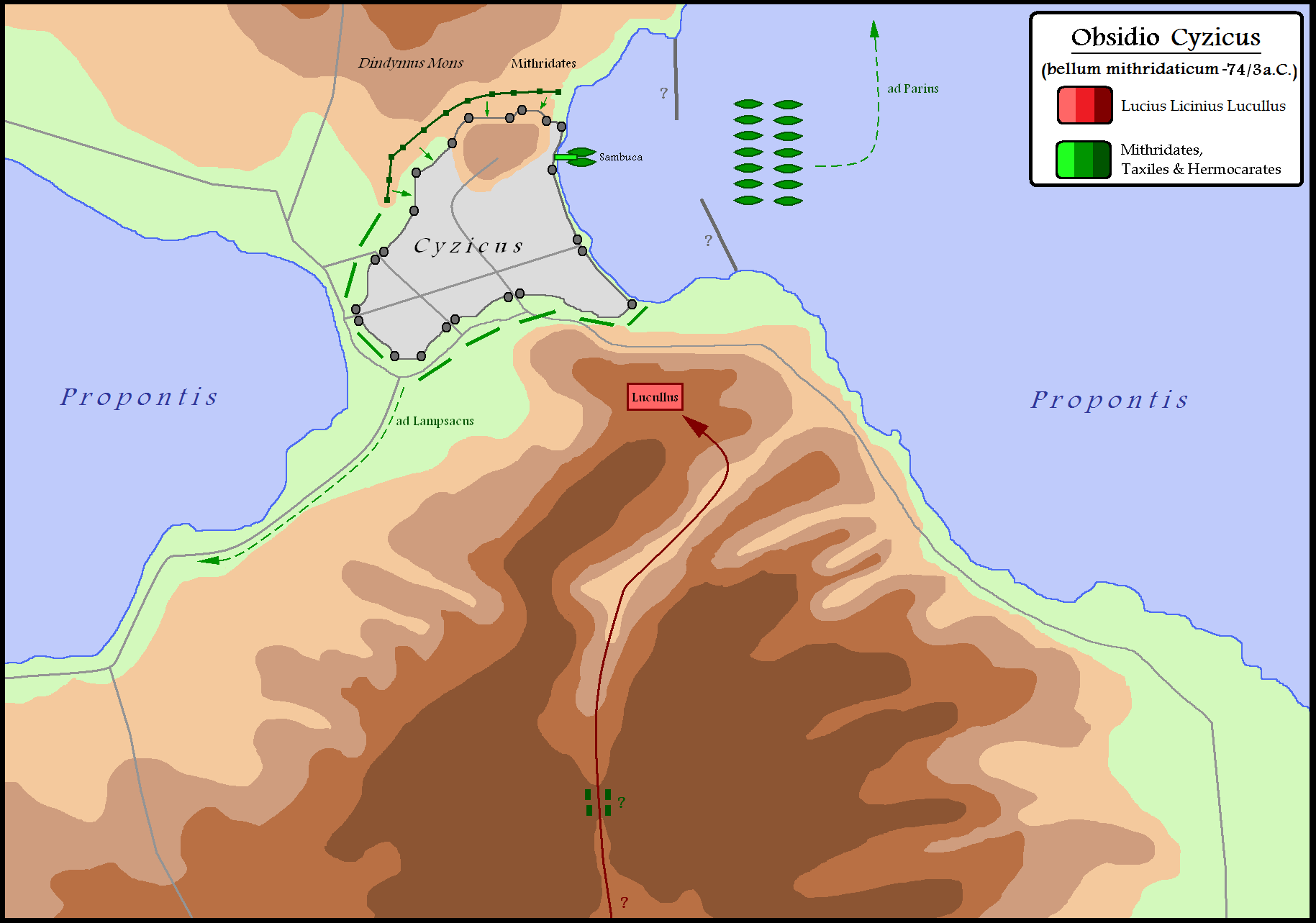
Mappa dell'assedio di Cizico.

Quando giunse l'inverno, l'esercito di Mitridate, privato dei suoi approvvigionamenti via mare, si trovò a dover soffrire la fame, tanto che alcuni soldati perirono poiché troppo indeboliti. Appiano di Alessandria racconta che alcuni di loro arrivarono persino a cibarsi delle interiora, secondo un costume barbaro. Altri, cibandosi di sole erbe, erano in condizioni di salute pietosa, mentre molti cadaveri, che non erano stati sepolti, ma al contrario gettati senza cura nelle vicinanze, portarono una pestilenza che si aggiunse alla carestia già in atto. Tuttavia Mitridate proseguì nel suo intento di poter ancora catturare Cizico attraverso i tumuli che si estendevano giù dal monte Dindymus. Ma quando gli abitanti di Cizico riuscirono a far crollare e bruciare le macchine d'assedio poste su di loro, facendo anche frequenti sortite contro le forze del re del Ponto, sapendo che erano in grave difficoltà per la mancanza di cibo, Mitridate cominciò a pensare di abbandonare l'assedio.
Fu così che decise di fuggire una notte, dirigendosi egli stesso con la sua flotta a Pario, mentre il suo esercito lo avrebbe seguito via terra a Lampsaco. Molti persero, però, la vita attraversando Aesepus ed il Granico, che allora era in piena e sotto l'attacco delle forze romane di Lucio Licinio Lucullo, che li aveva inseguiti. E fu così che gli abitanti di Cizico riuscirono a scampare all'assedio di Mitridate, grazie al loro coraggio, alla carestia ed al sopraggiungere delle forze romane. Per questi motivi, furono istituiti giochi in onore del generale romana, celebrati in questo periodo dell'anno e chiamati Luculleani.

## Conseguenze
Mitridate inviò alcune navi a coloro che si erano rifugiati a Lampsaco, dove erano assediati da Lucullo, riuscendo a trarli in salvo via, insieme con gli stessi abitanti di Lampsaco. Qui decise, infine, di lasciare 10 000 dei suoi migliori soldati e 50 navi, sotto il comando di Marco Vario (il generale che gli era stato inviato da Sertorio), di Alessandro il Paflagone, e Dionigi l'eunuco. Decise, infine, di partire con il grosso delle sue forze per Nicomedia, ma una terribile tempesta distrusse molte delle sue navi. Plutarco aggiunge che il re stesso dovette la sua salvezza all'accorrere di una nave dei pirati suoi alleati. Frattanto i Ciziceni, usciti dalle mura, depredarono il campo, massacrando i malati ed i feriti rimasti.. I superstiti dell'armata in ritirata raggiunse il re a Lampsaco.